# Демирташ, Селахаттин
Селахаттин Демирташ (тур. Selahattin Demirtaş; юж. зазаки Selahedîn Demirtaş; род. 10 апреля 1973, Палу, Элязыг, Турция) — турецкий политический деятель курдского происхождения. Председатель Партии мира и демократии с 1 февраля 2010 по 22 апреля 2014 года, сопредседатель левой Демократической партии народов с 22 июня 2014 года. Депутат Великого национального собрания Турции с 2007 года.

## Биография
Селахаттин Демирташ родился 10 апреля 1973 года в городе Палу ила Элязыг в Турции, в курдской семье. Окончил юридический факультет Анкарского университета. Работал адвокатом. В 2006 году был выбран членом Совета директоров диярбакырского отделения Ассоциации по правам человека.
После парламентских выборов 2007 года Селахаттин Демирташ был избран в Великое национальное собрание Турции от Диярбакыра от Партии демократического общества, которая после запрета преобразовалась в Партию мира и демократии.
В сентябре 2010 года был приговорён к 10 месяцам тюремного заключения за предполагаемые связи с Рабочей партией Курдистана, но освобождён с сокращением срока до 5 лет условно.
Во время курдских протестов 2011-12 годов в Турции, Демирташ стал лидером кампании гражданского неповиновения, сравнивая их с одновременными протестами в регионе, особенно революцией в Египте. После расстрела сторонника Партии мира и демократии полицией в апреле 2011 года, Демирташ от имени курдов встречался с президентом Турции Абдуллой Гюлем.
24 июня 2012 года в связи с инцидентом с разведывательным самолетом ВВС Турции, сбитым силами ПВО Сирии, Селахаттин Демирташ после встречи с премьер-министром Турции Реджепом Тайипом Эрдоганом подчеркнул, что партия постоянно критикует действия властей по отношению к Сирии, которые стали одной из причин инцидента, и напомнил, что «не может быть и речи о вооруженном конфликте с Сирией».
13 ноября выступая на площади Свободы перед 5-тысячной аудиторией в городе Кизилтепе ила Мардин осудил возведение статуи Кенану Эврену, лидеру государственного переворота 1980 года, подвергнув критике запрет на вывешивание плакатов Оджалана:
Они говорят: «Вы не можете повесить плакат Оджалана». Если вы можете возвести статую Эврену, убийце курдов, почему  курдский народ не может повесить плакат своего лидера? Я обращаюсь к тем, кого не беспокоит возведение статуи убийцы курдов  Эврена [или] наименование школ в честь Эврена. Если курды не могут повесить плакат Оджалана в Курдистане, то где они могут его повесить? Мы пойдем дальше, и возведем его статую. Запомните это.
В октябре 2013 года снова затронув тему ситуации в Сирии, Демирташ заявил, что «если не будет выработана модель демократического управления Сирией с широким представительством различных политических, этнических, конфессиональных групп, в которой автономия регионов будет сочетаться с умеренным руководством из центра, никто в Сирии не сможет обеспечить условия для стабильного мира и развития демократии», отметив, что такая модель является практически универсальной:
Модель управления автономией, которую мы предлагаем Турции, это модель представительского управления, которая подходит для многокультурной, многонациональной, многоконфессиональной структуры общества. Настолько пестрая общественная структура не может управляться жесткой политикой централизации в рамках формулы "национального государства". В данном случае понимание единой общей системы управления может быть привито только благодаря предоставлению права представительства для всех элементов общества в рамках автономий. Любая другая модель управления, как нам представляется, не сможет обеспечить стабильный мир в регионе Ближнего Востока.
30 марта 2014 года Селахаттин Демирташ проголосовал на муниципальных выборах в одной из средних школ Анкары. Встреченный аплодисментами, он призвал всех граждан Турции непременно проголосовать и таким образом поучаствовать в определении дальнейшего курса развития страны.
28 апреля большинство депутатов парламента от Партии мира и демократии вошли в состав новой Демократической партии народов, сформированной по предложению находящегося в тюрьме лидера Рабочей партии Курдистана Абдуллы Оджалана, в связи с чем Демирташ назвал этот шаг новым этапом в «борьбе за демократическое единство в Турции. Мы должны быть общей борьбой и общим голосом всех угнетенных идентичностей».
30 июня, всего за два дня до окончания срока подачи заявок Демирташ был объявлен кандидатом Партии мира и демократии и Демократической партии народов президентских выборах 2014 года, являясь одним из трех кандидатов и претендуя на голоса левых. Тогда, он был официально зарегистрирован в качестве кандидата на пост президента. 11 июля Высшая избирательная комиссия утвердила Демирташа в числе трёх кандидатов, список которых был опубликован в правительственном вестнике «Resmi Gazete». 9 августа, на последнем предвыборном митинге в Измире Демирташ призвал к миру, сказав, что «мы не можем создать союз, обвиняя друг друга. Пусть все цвета воссияют завтра на избирательных участках, представляя наши угнетенные судьбы и личности». 10 августа Демирташ проголосовал в Диярбакыре, выразив уверенность, что «каким бы ни был выбор народа, уверен, что борьба за свободу и демократию не закончится. Все только начинается». Однако победил Эрдоган с 51,79 % голосов, а Демирташ получил 9,76 %.
В ноябре 2016 года сопредседатели демократической партии народов Селахаттин Демирташ и Фиген Юксекдаг были арестованы полицией по подозрению в связях с Рабочей партией Курдистана. В феврале 2017 года Демирташ был признан виновным в «оскорблении турецкой нации» и приговорён к пяти месяцам тюремного заключения. В сентябре 2018 года Демирташ был приговорён к четырём годам и восьми месяцам тюрьмы по обвинению в распространении террористической пропаганды. В марте 2021 года Демирташ был приговорён ещё к трём с половиной годам заключения по обвинению в оскорблении президента Эрдогана.
В 2018 году Европейский суд по правам человека констатировал ряд нарушений со стороны Турции в деле Демирташа. В декабре 2020 года Европейский суд по правам человека потребовал от Турции немедленно освободить Демирташа.
Был выдвинут кандидатом в президенты Турции на выборах 2018 года. Записал официальное обращение к избирателям из тюремной камеры.

## Личная жизнь
Женат, двое детей. Брат Нуреттин Демирташ является активным политиком и лидером Партии демократического общества. Родным языком для Селахаттина является курдский (диалект зазаки).